# Lubień Kujawski
Lubień Kujawski è un comune urbano-rurale polacco del distretto di Włocławek, nel voivodato della Cuiavia-Pomerania.
Ricopre una superficie di 150,21 km² e nel 2004 contava 7 603 abitanti.